# Анархопанда

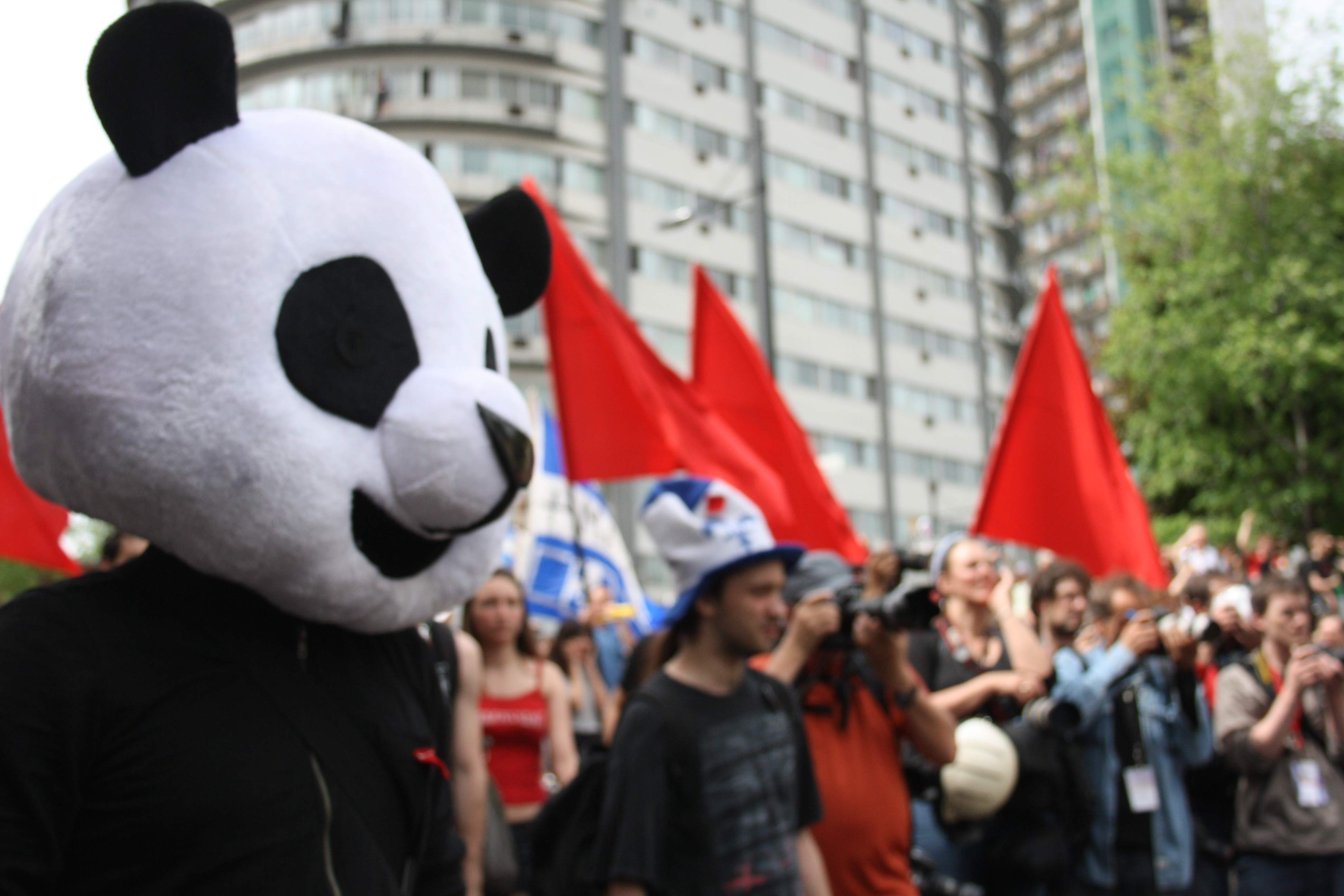
Анархопанда на манифестации 22 мая 2012 года в Монреале.

Анархопанда (фр. Anarchopanda) — персонаж в образе большой панды, символизирующий студенческие протесты в канадской провинции Квебек в 2012 году. Выступая против повышения платы за обучение, он появляется в костюме панды и участвует в студенческих митингах, заключая в объятья как манифестантов, так и полицейских (что зачастую позволяет избежать совершаемых последними арестов). Анархопанда стала неофициальным талисманом студенческого протестного движения Монреаля и всей провинции Квебек.

## Биография
Преподаватель философии коллежа общего и профессионального образования Мезоннёв (Монреаль) по имени Жюльен Вильнёв (фр. Julien Villeneuve), являющийся приверженцем философских идей Платона, Аристотеля и Плотина, впервые появился на публике в костюме Анархопанды 8 мая 2012 года на манифестации в Монреале. С тех пор полюбившийся многим персонаж стал участником многочисленных протестных акций. Относя себя к разряду анархо-пацифистов, Анархопанда служит посредником между бастующими студентами и разгоняющими их отрядами полицейских, действия которых он считает необоснованными. В интервью ежедневному изданию «Le devoir» Анархопанда подчёркивает, что борется с проявлением насилия со стороны полиции. До того, как стать Анархопандой, молодой преподаватель философии участвовал в более чем 70 студенческих забастовках. Выбор костюма панды был случайным — решающую роль сыграла его низкая стоимость на распродаже китайского e-Bay.

## Философия
Анархопанда использует две линии поведения во время манифестаций. Если отряд полицейских начинает оттеснять толпу, он остаётся на месте, так как в костюме невозможно бегать, тем самым защищая студентов от ударов дубинками. У полицейских не поднимается рука на панду. Второй его приём — обнимать полицейских и призывать их к человеколюбию и добродетели.
Анархопанда также борется против запрета ношения масок во время демонстраций, считая это нарушением личных свобод и права на самовыражение.